# Antonello Cuccureddu
Antonello Cuccureddu (4. říjen 1949, Alghero, Itálie) je bývalý italský fotbalový obránce.
V roce 1968 jej koupila Brescia z Torrese za 30 milionů lir. V Brescii vydržel hrát jednu sezonu a před začátkem sezony 1969/70 přestoupil za 350 milionů lir do Juventusu. Nejlepší sezonu ve své historii zaznamenal 1973/74. Hrál na pozici záložníka a v lize vstřelil 12 branek. Za Bianconeri hrál 12 let a za tuhle dobu získal šest titulů v lize (1971/72, 1972/73, 1974/75, 1976/77, 1977/78, 1980/81), jedno vítězství v italském poháru (1978/79) a v poháru UEFA (1976/77). Celkem za ně odehrál 438 utkání a vstřelil 39 branek.
V roce 1981 přestoupil do Fiorentiny, kde hrál tři sezony. Fotbalovou kariéru ukončil v dresu Novary v roce 1985.
Po hráčské kariéře se stal trenérem. Nejdříve působil u mládeže v Juventusu. V roce 1990 byl asistentem hlavního týmu a vedl i jedno utkání coby hlavní trenér. Poté působil v nižších ligách. Největšího úspěchu zaznamenal v sezonách 1999/00 a 2006/07, když vyhrál třetí ligu.

## Hráčská statistika
| Sezóna  | Klub       | Liga     | Liga   | Liga | Ligové poháry | Ligové poháry | Ligové poháry | Kontinentální poháry | Kontinentální poháry | Kontinentální poháry | Celkem | Celkem |
| Sezóna  | Klub       | Soutěž   | Zápasy | Góly | Soutěž        | Zápasy        | Góly          | Soutěž               | Zápasy               | Góly                 | Zápasy | Góly   |
| ------- | ---------- | -------- | ------ | ---- | ------------- | ------------- | ------------- | -------------------- | -------------------- | -------------------- | ------ | ------ |
| 1967/68 | Torres     | Serie C  | 34     | 0    | -             | 0             | 0             | -                    | 0                    | 0                    | 34     | 0      |
| 1968/69 | Brescia    | Serie B  | 22     | 0    | IP            | 1             | 0             | -                    | 0                    | 0                    | 23     | 0      |
| 1969    | Brescia    | Serie A  | 0      | 0    | IP            | 2             | 0             | -                    | 0                    | 0                    | 2      | 0      |
| 1969/70 | Juventus   | Serie A  | 22     | 4    | IP            | 2             | 0             | Vel.P                | 2                    | 0                    | 26     | 4      |
| 1970/71 | Juventus   | Serie A  | 22     | 1    | IP            | 3             | 0             | Vel.P                | 8                    | 0                    | 33     | 1      |
| 1971/72 | Juventus   | Serie A  | 10     | 0    | IP            | 9             | 0             | UEFA                 | 4                    | 1                    | 23     | 1      |
| 1972/73 | Juventus   | Serie A  | 22     | 1    | IP            | 9             | 0             | PMEZ                 | 9                    | 1                    | 40     | 2      |
| 1973/74 | Juventus   | Serie A  | 26     | 12   | IP            | 6             | 3             | PMEZ+Int.P           | 2+1                  | 1+0                  | 35     | 16     |
| 1974/75 | Juventus   | Serie A  | 27     | 2    | IP            | 8             | 1             | UEFA                 | 9                    | 1                    | 44     | 4      |
| 1975/76 | Juventus   | Serie A  | 28     | 0    | IP            | 4             | 1             | PMEZ                 | 3                    | 0                    | 35     | 1      |
| 1976/77 | Juventus   | Serie A  | 29     | 1    | IP            | 9             | 0             | UEFA                 | 12                   | 3                    | 50     | 4      |
| 1977/78 | Juventus   | Serie A  | 30     | 2    | IP            | 4             | 0             | PMEZ                 | 7                    | 0                    | 41     | 2      |
| 1978/79 | Juventus   | Serie A  | 27     | 2    | IP            | 7             | 1             | PMEZ                 | 2                    | 0                    | 36     | 3      |
| 1979/80 | Juventus   | Serie A  | 26     | 0    | IP            | 3             | 0             | PVP                  | 7                    | 0                    | 36     | 0      |
| 1980/81 | Juventus   | Serie A  | 29     | 1    | IP            | 2             | 0             | UEFA                 | 4                    | 0                    | 35     | 1      |
| 1981/82 | Fiorentina | Serie A  | 11     | 0    | IP            | 3             | 0             | -                    | 0                    | 0                    | 14     | 0      |
| 1982/83 | Fiorentina | Serie A  | 23     | 0    | IP            | 0             | 0             | UEFA                 | 0                    | 0                    | 23     | 0      |
| 1983/84 | Fiorentina | Serie A  | 3      | 0    | IP            | 2             | 0             | -                    | 0                    | 0                    | 5      | 0      |
| 1984/85 | Novara     | Serie C2 | 22     | 0    | -             | 0             | 0             | -                    | 0                    | 0                    | 22     | 0      |
| Celkem  | Celkem     | Celkem   | 413    | 26   | -             | 74            | 6             | -                    | 70                   | 7                    | 557    | 39     |

## Reprezentační kariéra
Za reprezentací odehrál 13 utkání bez žádné vstřelené branky. První utkání odehrál 26. října 1975 proti Polsku (0:0). Byl i na MS 1978, kde odehrál pět zápasů.

### Statistika na velkých turnajích
| Reprezentace | Rok     | Zápasy                         | Zápasy | Zápasy    | Zápasy           | Zápasy           | Zápasy   |
| Reprezentace | Rok     | Fáze turnaje                   | Datum  | Soupeř    | Odehraných minut | Vstřelené branky | Výsledek |
| ------------ | ------- | ------------------------------ | ------ | --------- | ---------------- | ---------------- | -------- |
| Itálie       | MS 1978 | 2 zápas ve skupině             | 6. 6.  | Maďarsko  | 15               | 0                | 3:1      |
| Itálie       | MS 1978 | 3 zápas ve skupině             | 10. 6. | Argentina | 84               | 0                | 1:0      |
| Itálie       | MS 1978 | 2 zápas v semifinálové skupině | 18. 6. | Rakousko  | 45               | 0                | 1:0      |
| Itálie       | MS 1978 | 3 zápas v semifinálové skupině | 21. 6. | Nizozemí  | 90               | 0                | 1:2      |
| Itálie       | MS 1978 | o 3. místo                     | 24. 6. | Brazílie  | 90               | 0                | 1:2      |

## Úspěchy

### Klubové
- 6× vítěz italské ligy (1971/72, 1972/73, 1974/75, 1976/77, 1977/78, 1980/81)
- 1× vítěz italského poháru (1978/79)
- 1x vítěz poháru UEFA (1976/77)

### Reprezentační
- 1× na MS (1978)